# Rudgea raveniana
Rudgea raveniana là một loài thực vật có hoa trong họ Thiến thảo. Loài này được W.C.Burger miêu tả khoa học đầu tiên năm 1993.